# コルヴィリア

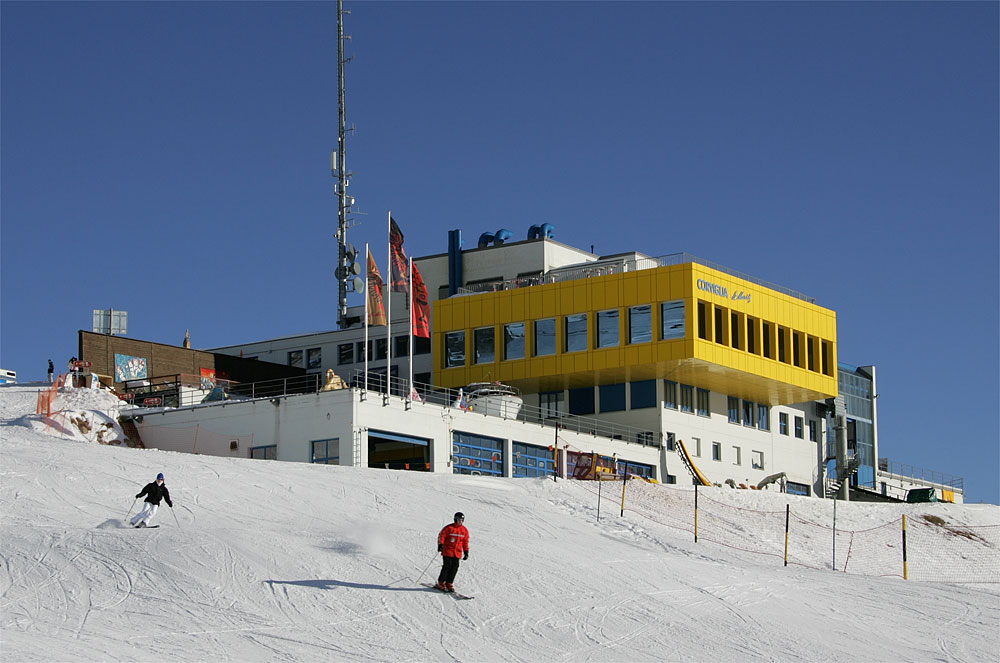
コルヴィリアのケーブル駅

コルヴィリア(Corviglia)はスイス東南部、エンガディン地方、サン・モリッツ近郊のビューポイント。標高2489ｍ。眼下にサン・モリッツの街並みと湖、対岸にベルニナ・アルプスを望む。サン・モリッツ・ドルフからケーブルカーを利用。途中チャンタレッラで乗換えとなる。サン・モリッツの村の中心部にケーブル駅があるため、サン・モリッツから手軽に登れる展望台として人気がある。
チャンタレッラ～コルヴィリア間のケーブルカー路線沿いには、180枚のソーラーパネルが設置され、クリーンエネルギーへ取り組むサン・モリッツの象徴になっている。
冬季は広大なゲレンデとなり、2003年の冬にFISアルペンスキー世界選手権が開催された。夏季はハイキングコースの出発地点として人気。サン・モリッツへ降りるコースや、マルグーンスを経てロープウェイでサン・モリッツの隣村、チェレリーナへ降りるコースなど、多彩なルートが揃っている。

## アクセス
サン・モリッツ・ドルフからケーブルカーで中間駅のチャンタレッラまで2分。別のケーブルカーに乗り換えてコルヴィリアまで約6分。毎年秋と春の一定期間、メンテナンスのため運行停止となる。